# Баярдо, Асдрубаль
Асдрубаль Эстебан Фонтес Баярдо (исп. Asdrubal Esteban Fontes Bayardo), также известный как Почо (родился 26 декабря 1922 года в Пан-де-Азукаре, умер 9 июля 2006 года в Монтевидео) — уругвайский гонщик, принявший участие лишь в квалификации Гран-при Франции 1959 года, где не смог пробиться на старт.

## Биография
В 1950-х годах Асдрубаль участвовал в южноамериканских гонках по свободной формуле, отличавшихся особо острой борьбой. С течением времени эти соревнования по своему качеству постепенно приближались к европейской Формуле-1. Особых успехов ему развить не удалось, однако он выиграл первую же гонку, проведенную на трассе El Pinar в Монтевидео в октябре 1956, а также выиграл гонку на Интерлагосе в ноябре 1957. Ранее он занял шестое место на Гран-при Эвы Перон в 1952. Все эти достижения он завоевал за рулем личного автомобиля Maserati 4CLT, оснащенного восьмицилиндровым двигателем Chevrolet.
В 1959 году он накопил денег на путешествие в Европу для участия в Гран-при Франции. Принявшая его частная команда Scuderia Centro Sud переживала не лучшие времена и располагала лишь устаревшими Maserati 250F, так что удовлетворительного времени на круге уругваец показать не смог, вследствие чего не прошёл квалификацию. В протоколах гонки и вовсе не зафиксировано никакого времени, показанного Асдрубалем — в те времена показатели не прошедших квалификацию зачастую вовсе не записывали. После этой неудачи Баярдо вернулся в Южную Америку, где продолжил выступления в Формуле-Либре, а также принял участие в ряде гонок на выносливость.
В 1960-х годах он был официальным представителем General Motors в Пан-де-Азукаре, Сан-Карлосе и Мальдонадо, а также был председателем совета директоров компании, производившей по лицензии пикапы фирмы «Опель» под маркой «Марина». Позже он работал в агентстве, связанном с крупной уругвайской банковской корпорацией BSE (Banco de Seguros del Estado).
Адсрубаль Баярдо умер от старости в собственном доме в Монтевидео в июле 2006 года. В честь него названа городская трасса в Пириаполисе.

## Результаты выступлений в Формуле-1
| Легенда к таблице |                                                                    |
| --- | ------------------------------------------------------------------ |
| В таблице перечислены результаты всех Гран-при Формулы-1, в которых принимал участие гонщик. Строками таблицы являются сезоны, столбцами — этапы чемпионата мира. В каждой клетке указаны сокращённое название этапа и результат, дополнительно обозначенный цветом. Расшифровка обозначений и цветов представлена в нижеследующей таблице. |                                                                    |
| \| Пример \| Описание \| \| ------------ \| ------------------------------------------------------------------ \| \| 1 \| Победитель \| \| 2 \| Второе место \| \| 3 \| Третье место \| \| 5 \| Финишировал, заработав очки \| \| Сход \| Не финишировал, но при этом заработал очки \| \| 12 \| Финишировал, не получив очков \| \| НКЛ \| Финишировал, но не попал в финальную классификацию \| \| 15 \| Участвовал вне зачёта, либо по отдельной классификации \| \| 18 \| Не финишировал, но попал в финальную классификацию \| \| Сход \| Не финишировал \| \| НКВ \| Не прошёл квалификацию \| \| НПКВ \| Не прошёл предквалификацию \| \| ДСК \| Дисквалифицирован \| \| ИСК \| Исключён из протокола соревнований \| \| ТТ \| Заявлен для участия только в тренировках \| \| НС \| Участвовал в квалификации, но не стартовал в гонке \| \| Т \| Травмирован или болен \| \| ОТК \| Отказ от участия \| \| НТР \| Прибыл на соревнования, но на трассу не выезжал \| \| НПР \| Был заявлен в числе участников, но не прибыл к началу соревнований \| \| О \| Соревнования отменены \| \| \| Не участвовал \| \| Поул-позиция \| \| \| Быстрый круг \| \| |                                                                    |
| Пример | Описание                                                           |
| 1 | Победитель                                                         |
| 2 | Второе место                                                       |
| 3 | Третье место                                                       |
| 5 | Финишировал, заработав очки                                        |
| Сход | Не финишировал, но при этом заработал очки                         |
| 12 | Финишировал, не получив очков                                      |
| НКЛ | Финишировал, но не попал в финальную классификацию                 |
| 15 | Участвовал вне зачёта, либо по отдельной классификации             |
| 18 | Не финишировал, но попал в финальную классификацию                 |
| Сход | Не финишировал                                                     |
| НКВ | Не прошёл квалификацию                                             |
| НПКВ | Не прошёл предквалификацию                                         |
| ДСК | Дисквалифицирован                                                  |
| ИСК | Исключён из протокола соревнований                                 |
| ТТ | Заявлен для участия только в тренировках                           |
| НС | Участвовал в квалификации, но не стартовал в гонке                 |
| Т | Травмирован или болен                                              |
| ОТК | Отказ от участия                                                   |
| НТР | Прибыл на соревнования, но на трассу не выезжал                    |
| НПР | Был заявлен в числе участников, но не прибыл к началу соревнований |
| О | Соревнования отменены                                              |
| | Не участвовал                                                      |
| Поул-позиция |                                                                    |
| Быстрый круг |                                                                    |

| Сезон | Команда             | Шасси         | Двигатель            | Ш | 1   | 2   | 3   | 4       | 5   | 6   | 7   | 8   | 9   | Место | Очки |
| ----- | ------------------- | ------------- | -------------------- | - | --- | --- | --- | ------- | --- | --- | --- | --- | --- | ----- | ---- |
| 1959  | Scuderia Centro Sud | Maserati 250F | Maserati 250F 2,5 L6 | D | МОН | 500 | НИД | ФРА НКВ | ВЕЛ | ГЕР | ПОР | ИТА | США | —     | 0    |